# Aleksandar Antić
Aleksandar Antić, cyr. Александар Антић (ur. 7 maja 1969 w Belgradzie) – serbski polityk, ekonomista i samorządowiec, parlamentarzysta, w latach 2013–2014 minister transportu, od 2014 do 2020 minister górnictwa i energii.

## Życiorys
Z wykształcenia ekonomista, zasiadał m.in. we władzach przedsiębiorstwa Jat Airways. Zaangażował się w działalność polityczną w ramach postkomunistycznej Socjalistycznej Partii Serbii, został przewodniczącym belgradzkich struktur tej partii. W latach 90. był radnym dzielnicy Zvezdara. Wybierany także do zgromadzenia miejskiego Belgradu, w którym od 2008 do 2012 pełnił funkcję przewodniczącego.
W wyborach w 2012 uzyskał mandat posła do serbskiego Zgromadzenia Narodowego, utrzymywał go w 2014 i 2016.
W latach 2013–2014 sprawował urząd ministra transportu w rządzie Ivicy Dačicia. W kwietniu 2014 dołączył do gabinetu Aleksandara Vučicia, obejmując stanowisko ministra górnictwa i energii. Pozostał na tym stanowisku również w powołanym w sierpniu 2016 drugim gabinecie dotychczasowego premiera oraz w utworzonym w czerwcu 2017 rządzie Any Brnabić. Pełnił tę funkcję do października 2020.